# توم بندر
توم بندر (بالإنجليزية: Tom Bender)‏ (27 سبتمبر 1944 - 20 يناير 2014) هو لاعب كرة سلة أسترالي في مركز الوسط، شارك في الألعاب الأولمبية الصيفية 1972.

## وصلات خارجية
- توم بندر على موقع الاتحاد الدولي لكرة السلة (الإنجليزية)
- توم بندر على موقع كلية كرة السلة في سبورتس رفرنس.كوم (الإنجليزية)
- توم بندر على موقع سبورتس رفرنس (الإنجليزية)
- توم بندر على موقع أوليمبيديا (الإنجليزية)